# 동소변태
동소변태(同素變態)는 고체 내에서 원자의 배열이 변화하는 것이다.

## 금속
- 철(Fe) - 910 ℃, 1400 ℃
- 코발트(Co) - 480 ℃
- 주석(Sn) - 18 ℃
- 타이타늄(Ti) - 882 ℃

## 같이 보기
- 동소체
- 상전이
- 주석병